# Frans Lodewijk van Palts-Neuburg

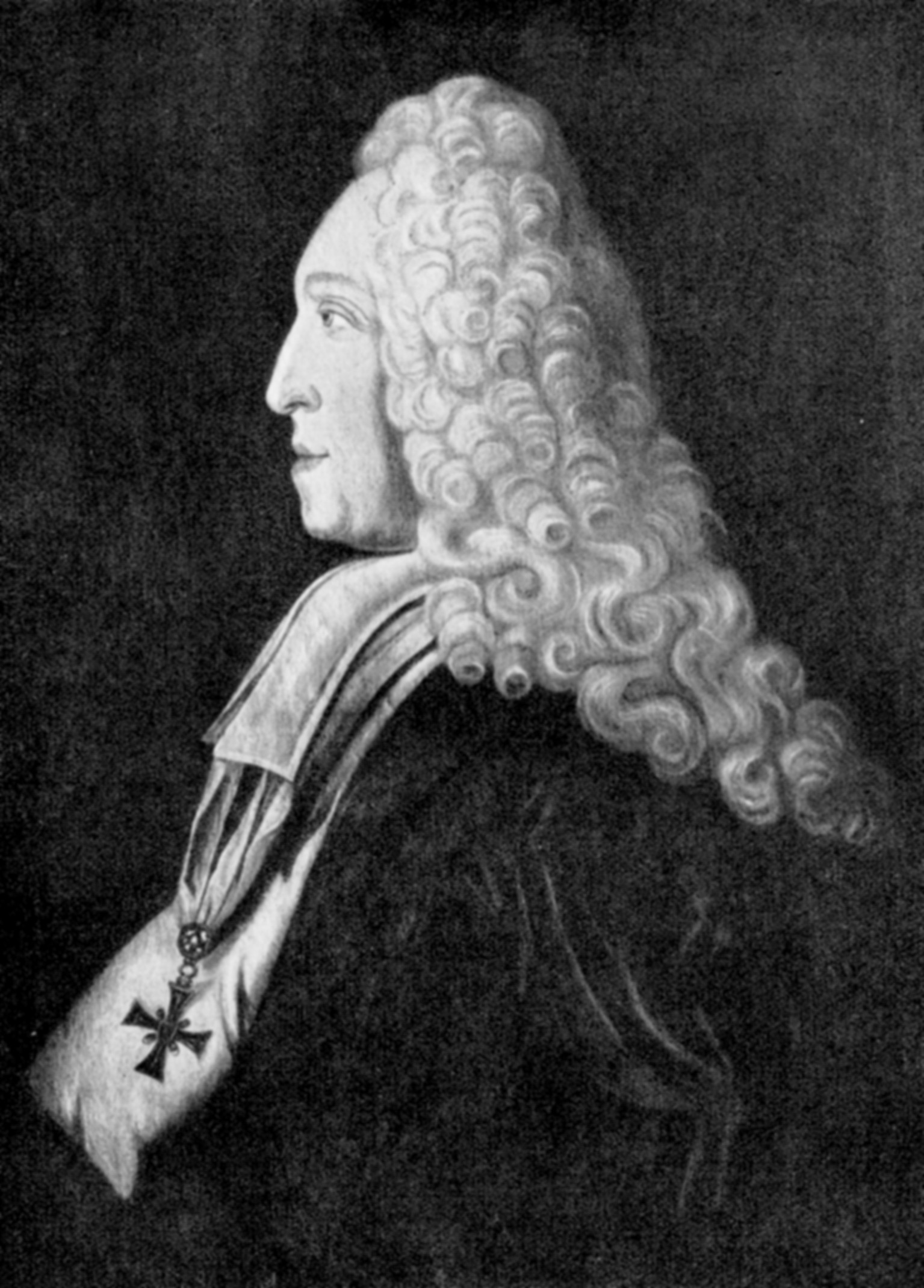
Frans Lodewijk van Palts-Neuburg.

Frans Lodewijk van Palts-Neuburg (Neuburg an der Donau, 24 juli 1664 – Breslau, 18 april 1732) was van 1683 tot aan zijn dood prins-bisschop van Breslau, van 1694 tot aan zijn dood bisschop van Worms, grootmeester van de Duitse Orde en proost van Ellwangen, van 1716 tot 1729 keurvorst-aartsbisschop van Trier en van 1729 tot aan zijn dood keurvorst-aartsbisschop van Mainz. Hij behoorde tot het huis Palts-Neuburg.

## Levensloop
Frans Lodewijk was de zesde zoon van vorst Filips Willem van Palts-Neuburg uit diens tweede huwelijk met Elisabeth Amalia, dochter van landgraaf George II van Hessen-Darmstadt. 
Als jongere zoon werd hij voorbestemd voor een kerkelijke loopbaan. Zijn opvoeding werd toevertrouwd aan de Jezuïeten. In 1674 werd Frans Lodewijk benoemd tot kanunnik in Olmütz en in 1675 kreeg hij dezelfde functie toegewezen in Münster, Speyer en Straatsburg. Hij werd echter nooit officieel tot priester gewijd.
In 1683 werd hij met de steun van het keizerlijk hof in Wenen verkozen tot bisschop van Breslau, een functie die oorspronkelijk voorzien was voor zijn oudere broer Wolfgang George, die echter voor de verkiezing was overleden. Reeds twee jaar later, in 1685, werd hij benoemd tot keizerlijk opperlandeshauptmann van Silezië, waardoor hij decennialang zowel de opperste geestelijke als wereldlijke macht in Silezië bezat. In 1687 werd Frans Lodewijk tot subdiaken gewijd. In 1694 vernieuwde hij de wetgeving rond de priesterseminaries, in 1702 stichtte hij de Universiteit van Breslau en een weeshuis en in 1711 stichtte hij een hospitaal van de Barmhartige Broeders. In Neisse liet hij een kruisherenklooster stichten en in 1729 de bisschoppelijke residentie moderniseren. In Ottmachau liet hij dan weer de bouwvallige Sint-Nicolaasparochiekerk afbreken en een nieuwe kerk in barokstijl bouwen.
In 1694 volgde hij zijn overleden broer Lodewijk Anton op als bisschop van Worms, proost van Ellwangen en grootmeester van de Duitse Orde. Als bisschop van Worms moderniseerde hij de Dom van Worms en stichtte hij een weeshuis, als grootmeester van de Duitse Orde reorganiseerde hij deze ridderorde en liet hij het Deutschhaus in Mainz vanaf 1730 herbouwen in barokstijl en als proost van Ellwangen voerde hij een justitiehervorming door en vernieuwde hij de wetgeving rond bossen, de jacht en de hofhouding. Tussen 1702 en 1729 liet hij in Ellwangen ook een Jezuïetencollege en een Jezuïetenkerk bouwen. Bovendien liet hij de bedevaartkerk op de Schönenberg wederopbouwen, nadat die in 1709 was afgebrand door een blikseminslag. 
In 1716 werd Frans Lodewijk eveneens verkozen tot keurvorst-aartsbisschop van Trier, een functie die hij tot in 1729 bekleedde. Onder zijn bewind werd het verwoeste Trier verder heropgebouwd. Ook liet hij een brug over de Moezel aanleggen en de Dom van Trier herbouwen in barokstijl.
Vanaf 1710 was hij tevens coadjutor van het keurvorstendom-aartsbisdom Mainz. In 1729 werd hij in opvolging van Lothar Franz von Schönborn keurvorst-aartsbisschop van Mainz, waardoor hij ontslag moest nemen als keurvorst-aartsbisschop van Trier, aangezien beide functies niet gecombineerd mochten worden. Frans Lodewijk werd automatisch ook aartskanselier van het Heilige Roomse Rijk. In Mainz voerde Frans Lodewijk onder meer een administratieve en gerechtelijke hervorming door.
Op 18 april 1732 overleed Frans Lodewijk onverwacht in Breslau, op 67-jarige leeftijd, nadat hij teruggekeerd was van een reis in Wenen. Hij werd bijgezet in de Dom van Breslau, in een mausoleum dat hij tussen 1716 en 1724 zelf had laten bouwen. Als bisschop verdedigde hij steeds de belangen van de Kerk en steunde hij ook de Contrareformatie. Ook was hij een grote kunstbevorderaar.
- Gemeinsame Normdatei: 11897131X
- International Standard Name Identifier: 0000 0000 7818 551X
- Library of Congress Control Number: no2010089047
- Nationale Bibliotheek van Polen: a0000002679425
- Système universitaire de documentation: 241469325
- Virtual International Authority File: 40178182
- WorldCat: E39PBJrgHF9yP6T4P76B4DVwG3